# Mark López
Mark López (n. 25 aprilie 1982, Houston, Texas, SUA) este un taekwondist ce a reprezentat Statele Unite ale Americii, medaliat olimpic. A participat la o ediție a Jocurilor Olimpice (2008) în care a câștigat o medalie de argint.